# Бабошин, Александр Львович
Алекса́ндр Льво́вич Бабо́шин (1872, Титов, область Войска Донского — 5 января 1938, Ленинград) — горный инженер, профессор, доктор технических наук (1934), основатель в 1919 году кафедры металлографии и термической обработки в Горном институте.

## Биография
Родился в 1872 году на хуторе Титов Богоявленской станицы Донской области.
Окончил реальное училище Ростова-на-Дону, в 1896 году — горнозаводской (металлургический) факультет Горного института. В 1896—1897 годы служил в инженерных войсках.
С 1898 года работал на испытательной станции Института инженеров путей сообщения. В 1901 году в Петербурге был привлечён по делу соединённой группы «Рабочее Знамя» и «Социалист», с 18 апреля по 23 июля содержался в тюрьме как социалист; в качестве наказания был вменён предварительный арест в 1902 году.
С 1907 по 1920 годы преподавал в Институте инженеров путей сообщения; одновременно с 1909 по 1930 — в Горном институте (читал лекции, в 1919—1930 заведовал созданной им кафедрой металлографии и термической обработки).
С 1931 года заведовал кафедрой Металловедения в Ленинградском институте точной механики и оптики.
Скоропостижно скончался 5 января 1938 года. Похоронен на Смоленском православном кладбище, на Шараповской дорожке (уч. 34), памятник с гранитным крестом на постаменте.

### Семья
Жена — Екатерина Васильевна Пашкова (1869, Миллерово — 1942, блокадный Ленинград);
- дочь — Наталия (1900—1958), замужем (с 1919) за Виктором Александровичем Синайским (1893—1968), скульптором;
  - внучка — Татьяна (в замужестве Сперанская, 1921—1979);
- сын — Антон (17.11.1905 — 5.3.1943, погиб в плену в Цайтхайне), горный инженер-металлург, военинженер 3 ранга; женат на Татьяне Ивановне (урожд. Никшич, Степановой, 12.11.1915 — 1994);
  - внучка — Ольга (1937—2016)[1].

## Научная деятельность
В 1907 году защитил диссертацию на получение степени адъюнкта. Доктор технических наук (1934), профессор (1934).
Основные направления исследований:
- взаимосвязь химических и механических характеристик рельсов и продолжительности их службы;
- легированные стали (1931—1938)[1].

Осуществлял деятельность по контролю за материалами, был активным работником так называемой «Рельсовой комиссии», которая занималась контролем вагонных и паровозных осей, рельс, бандажей и т. д.
В 1927—1934 годах принимал участие в составлении «Технической энциклопедии» под редакцией Л. К. Мартенса, автор статей по тематике «металлургия». С 1934 года участвовал в работе Комиссии по металловедению при Академии наук СССР.

### Избранные труды
- Бабошин А. Л. Дендритная сегрегация в легированной стали в связи с образованием флокенов (теория образования флокенов) и изучением природы этой стали вообще // Известия Воен.-механич. ин-та. — 1936. — № 3. — С. 164—210.
- Бабошин А. Л. К проекту технических условий на поставку литого железа для паровозных огневых коробок : (Докл.). — [СПб.] : тип. М-ва пут. сообщ., [1912?]. — 10 с.
- Бабошин А. Л. Котельное железо: обработка, структура, свойства, технические условия на приёмку и условия службы : Докл. — М.: Регистр СССР, 1925. — 31 с. — (Отт. из: Тр. Регистра Союза ССР, 1925, Вып. 1).
- Бабошин А. Л. Металлография и термическая обработка железа, стали и чугуна : Ч. 1. — Пг.: Металлург. отд. Ком. воен.-техн. помощи, 1917—1918.
  -  — 3-е изд. доп. — Л.; М.: Онти. Гл. ред. лит. по чёрной металлургии, 1935.
- Бабошин А. Л. Металлография и термическая обработка железа, стали и чугуна:
  - Ч. 1: Общая металлография. — 1934. — 128+9 с.
  - Ч. 2: Металлография углеродистых сортов стали и всех сортов чугуна. — 1935. — 479 с.
  - Ч. 3: Термическая обработка изделий из углеродистой стали. — 2-е изд., перераб. и доп. — 1940. — 454 с.
- Бабошин А. Л. Микроструктура твёрдых рельсов в связи со службой их в пути / Из Хим. испытат. станции Ин-та инж. пут. сообщ. — СПб.: тип. Ю. Н. Эрлих, 1906. — 41 с.
- Бабошин А. Л. О точке b Чернова : Докл., сдел. в заседании Рус. металлург. о-ва 18 ноября 1910 г.] / Из Хим. испытательной станции Ин-та инж. пут. сообщ. — СПб.: тип. Шрёдера, 1911. — 12 с. — (Отт. из «Журн. Рус. металлург. о-ва», 1911).
- Бабошин А. Л. Об отжиге бандажей : [Доложено на Съезде инженеров Отдела в Москве 12 сент. 1913 г. и в Рус. металлург. о-ве 17 окт. 1913 г.]. — СПб.: типо-лит. Шрёдера, 1913. — 20 с. — (Отт. из «Журн. Рус. металлург. о-ва», 1913).
- Бабошин А. Л. Осевая сталь : Служба паровоз. и вагон. осей в связи с их микроструктурой, хим. и мех. свойствами: (Докл. в соедин. заседании Металлогр. комис. и Хим. отд. Рус. техн. о-ва 30 апр. 1909 г.). — СПб.: тип. Шрёдера, [1910]. — 12 с. — (Отт. из «Зап. Рус. техн. о-ва», 1910, вып. 8-9).
- Бабошин А. Л. Отчего ломаются и сминаются наши рельсы? : Служба рельсов в связи с их внутр. строением (структурою), хим. и мех. свойствами : Докл., чит. в заседании рельсовой комис. 7 мая 1904 г. — СПб.: тип. Ю. Н. Эрлих, 1905. — 37 с.
- Бабошин А. Л. Связь между химическими и механическими свойствами рельсов и их службою в пути : Способы, примен. для разраб. сего вопроса в лаб. Ин-та инж. пут. сообщ. : Докл., чит. в заседании рельсовой комис. 27 мая 1903 г. — СПб.: тип. Ю. Н. Эрлих, 1905. — 37 с.
- Бабошин А. Л. Служба рельсов в пути в связи с их внутренним строением (структурой), химическими и механическими свойствами : Работа, представл. в Совет Ин-та инж. путей сообщ., как дис. на получение степ. адъюнкта / Из Хим. испытат. станции Ин-та инж. пут. сообщ. — СПб.: тип. Ю. Н. Эрлих, 1907. — 20+97 с.
- Бабошин А. Л. Смятие (текучесть) в рельсах : [Докл., чит. в Р.М.О. 10 мая 1912 г.] / (Из Хим. испытательной станции Ин-та инж. пут. сообщ.). — СПб.: тип. Шрёдера, 1912. — 20 с. — (Отт. из «Журн. Рус. металлург. о-ва», 1912).
- Бабошин А. Л. Термическая обработка обыкновенных и специальных сортов стали : С прил. альбома микрофотогр. — М.: Орга-Металл, 1926. — 558 с.
- Бабошин А. Л. Хрупкие марганцовистые рельсы : Случай излома рельса под пассажир. поездом на Вологод. линии Николаев. ж. д. — СПб.: тип. П. П. Сойкина, [1907]. — 46 с. — (Извлеч. из «Горн. журн.», 1907).
- Бабошин А. Л. Хрупкость стали и новый метод её измерения : (С 8 политипажами в тексте). — [СПб.]: тип. М-ва Пут. Сообщ. (т-ва И. Н. Кушнерев и К°), [1904]. — 36 с. — (Извл. из «Журн. М-ва пут. сообщ.», кн. 10, 1904).

переводы
- Майель А. Бетон и его применение / Armand Mahiels; Пер. с фр. под ред. горн. инж. А. Л. Бабошина, аналитика при Испытат. станции Ин-та инж. пут. сообщ. — СПб.: «Северная» скоропечатня, 1902. — 8+271 с. — (Сооружения гражданские, военные и морские).

редактор
- Ленинградский военно-механический институт: Известия Военно-механического института / ред. коллегия: А. Л. Бабошин, Б. Н. Окунев, О. А. Ривош (отв. ред.). — Л.: Воен.-мех. ин-т, 1936. — 266+2 с.

## Адреса в Санкт-Петербурге
- Красносельская ул., дом 10;
- ул. Грязная, дом 2 (1911);
- 6 линия В. О., дом 41 (с 1912)[1].

## Комментарии
1. ↑  Ныне — в Семикаракорском районе Ростовской области.
2. ↑  Ныне — кафедра Нанотехнологий и материаловедения ИТМО[5].
3. ↑  Имеется информация о работе А. Л. Бабошина в эти же годы в Ленинградском военно-механическом институте[1] — по-видимому, ошибочная, не имеющая подтверждения в других источниках.